# FC Iberia 1999
FC Iberia 1999 är en georgisk fotbollsklubb från staden Bendela i Tbilisi. År 2024 bytte klubben namn från FC Saburtalo Tbilisi, eftersom många ansåg att klubben inte låg tillräckligt nära Saburtalolinjen.

## Placering tidigare säsonger

### Umaghlesi LigaochPirveli Liga
| Säsong  | Nivå | Liga           | Placering | Referens |
| ------- | ---- | -------------- | --------- | -------- |
| 2013/14 | 2    | Pirveli Liga   | 8         | [ 1 ]    |
| 2014/15 | 2    | Pirveli Liga   | 1         | [ 2 ]    |
| 2015/16 | 1    | Umaghlesi Liga | 9         | [ 3 ]    |
| 2016    | 1    | Umaghlesi Liga | 3         | [ 4 ]    |

### Erovnuli Liga
| Säsong | Nivå | Liga          | Placering | Referens |
| ------ | ---- | ------------- | --------- | -------- |
| 2017   | 1    | Erovnuli Liga | 4         | [ 5 ]    |
| 2018   | 1    | Erovnuli Liga | 1         | [ 6 ]    |
| 2019   | 1    | Erovnuli Liga | 3         | [ 7 ]    |
| 2020   | 1    | Erovnuli Liga | 5         | [ 8 ]    |
| 2021   | 1    | Erovnuli Liga | 4         | [ 9 ]    |
| 2022   | 1    | Erovnuli Liga | 6         | [ 10 ]   |
| 2023   | 1    | Erovnuli Liga | 6         | [ 11 ]   |
| 2024   | 1    | Erovnuli Liga | 1         | [ 12 ]   |